# Labrador (penisola)

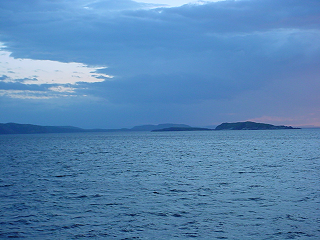
L'insenatura di Hamilton, foce del fiume Churchill, sulla costa atlantica del Labrador

Bandiera del Labrador

Il Labrador è un'ampia penisola del Nord America di circa 1.300.000 km² situata nel Canada orientale.

## Geografia
La penisola del Labrador è delimitata a ovest dalla baia di James e dalla baia di Hudson; a nord dallo stretto di Hudson (che la separa dall'isola di Baffin), e dalla baia di Ungava; a est dal mare del Labrador ed a sud-est dallo stretto di Belle Isle che la separa dall'isola di Terranova e dal golfo di San Lorenzo.
La parola Labrador deriva dal nome dell'esploratore portoghese João Fernandes Lavrador (1453 - 1505) che raggiunse queste terre nel 1498.
Morfologicamente parte del territorio ricade nella regione interessata dallo scudo canadese. Lungo la costa atlantica e nel sud-est della penisola sono presenti dei rilievi montuosi come le montagne Otish. 
I rilievi montuosi caratterizzano tutta la costa atlantica lungo la quale si elevano le montagne Kaumajet e Kiglapait. A nord-est si elevano i Monti Torngat che raggiungono i 1.652 metri con il Mount D'Iberville (Mount Caubvik), la massima elevazione del Canada ad est delle Montagne Rocciose. Ad ovest di queste catene montuose il territorio è prevalentemente pianeggiante. La costa ad ovest è bassa mentre la costa atlantica è rocciosa e frastagliata e con numerosissime isole. A nord la penisola si apre nell'ampia baia di Ungava, delimitata a ovest dalla penisola di Ungava ed a est dalla penisola culminante nel capo Chidley.
La penisola del Labrador è ricchissima di laghi di origine glaciale e di acquitrini. È solcata da numerosissimi fiumi che ghiacciano in inverno. I fiumi principali che sfociano nell'Atlantico sono il fiume Churchill, il Riviere aux Feuilles ed il Koksoak. Il Labrador è scarsamente popolato ed i centri principali si concentrano sulle coste, in particolare sulla costa atlantica.